# Ahmed Awad Ibn Auf
Ahmed Awad Ibn Auf (en arabe : أحمد عوض بن عوف), né en 1954, est un militaire et homme d'État soudanais.

## Biographie
Lieutenant général, il exerce les fonctions de chef du renseignement militaire et de l'état-major de l'armée soudanaise avant d'être relevé de ses fonctions en juin 2010. Il joue un rôle dans la répression au Darfour. Il œuvre ensuite à l'amélioration des relations entre l'Érythrée et le Soudan puis occupe le poste d'ambassadeur auprès du sultanat d'Oman. Il est membre du Congrès national.
Il réintègre l'armée et devient ministre de la Défense en août 2015, il est nommé premier vice-président du pays le 24 février 2019 en remplacement de Bakri Hassan Saleh, limogé avec l'ensemble du gouvernement au cours des manifestations qui se déroulent depuis décembre 2018 contre le régime d'Omar el-Bechir.
Le 11 avril 2019, il annonce que le président Omar el-Bechir est destitué par l'armée et qu'un Conseil militaire de transition est mis en place pour lui succéder. Son adjoint est le général Kamal Abdelmarouf, chef d'état-major. Alors que les manifestations se poursuivent, il démissionne le lendemain, le général Abdel Fattah Abdelrahmane al-Burhan lui succède. Le 14 avril, le conseil militaire le relève de ses fonctions de ministre de la Défense et le place en retraite.